# Sinimole Paulose
Sinimole Paulose (Hindi सिनिमोल पौलोस; * 24. Juni 1983 in Piravom, Kerala) ist eine ehemalige indische Leichtathletin, die sich auf den Mittelstreckenlauf spezialisiert hat. Sie ist indische Hallenrekordhalterin über 800 und 1500 Meter und wurde über beide Distanzen 2008 Hallenasienmeisterin und siegte 2007 im 1500-Meter-Lauf auch im Freien.

## Sportliche Laufbahn
Erste internationale Erfahrungen sammelte Sinimole Paulose im Jahr 2005, als sie bei den Asienmeisterschaften in Incheon in 2:09,73 min den siebten Platz im 800-Meter-Lauf belegte und über 1500 Meter nach 4:17,18 min Rang vier erreichte. Anschließend gewann sie bei den erstmals ausgetragenen Hallenasienspielen in Bangkok in 4:18,08 min die Bronzemedaille im 1500-Meter-Lauf hinter ihrer Landsfrau Jaisha Orchatteri und Swetlana Lukaschewa aus Kasachstan. Zudem wurde sie in 9:55,60 min Vierte über 3000 Meter. Im Jahr darauf siegte sie in 4:18,29 min über 1500 Meter bei den Hallenasienmeisterschaften in Pattaya und stellte damit einen neuen Meisterschaftsrekord auf. Zudem gewann sie in 2:07,39 min die Silbermedaille über 800 Meter hinter der Usbekin Zamira Amirova. Im Dezember nahm sie erstmals an den Asienspielen in Doha teil und sicherte sich dort in 4:15,09 min die Bronzemedaille über 1500 Meter hinter der Bahrainerin Maryam Yusuf Jamal und Yuriko Kobayashi aus Japan und gelangte über die kürzere Distanz nach 2:03,76 min auf Rang vier. Zuvor gewann sie bei den Südasienspielen in Colombo in 4:14,71 min die Silbermedaille über 1500 Meter hinter ihrer Landsfrau Santhi Soundarajan.
2007 siegte sie dann in 4:25,67 min bei den Asienmeisterschaften in Amman und gewann zudem in 2:06,15 min die Silbermedaille hinter der Vietnamesin Trương Thanh Hằng. Anschließend siegte sie in 4:22,56 min auch bei den Hallenasienspielen in Macau und sicherte sich auch dort in 2:06,32 min die Silbermedaille im 800-Meter-Lauf, diesmal hinter der Chinesin Liu Qing. Im Jahr darauf verteidigte sie bei den Hallenasienmeisterschaften in Doha in 4:15,42 min ihren Titel über 1500 Meter und stellte damit einen indischen Landesrekord sowie einen neuen Meisterschaftsrekord auf und auch über 800 Meter siegte sie in neuer Rekordzeit von 2:03,43 min. 2010 startete sie über 800 Meter erneut bei den Asienspielen in Guangzhou und klassierte sich dort mit 2:06,95 min auf dem siebten Platz. 2013 wurde sie bei den Asienmeisterschaften in Pune in 4:17,14 min Vierte über 1500 Meter und auch bei den Asienspielen im Jahr darauf in Incheon gelangte sie nach 4:17,12 min auf Rang vier. Im Juli 2016 bestritt sie in Hyderabad ihren letzten offiziellen Wettkampf und beendete daraufhin ihre aktive sportliche Karriere im Alter von 33 Jahren.
In den Jahren 2007, 2008 und 2013 wurde Paulose indische Meisterin im 1500-Meter-Lauf sowie 2008 auch über 800 Meter.

## Persönliche Bestleistungen
- 800 Meter: 2:02,02 min, 5. November 2006 in Chennai
- 800 Meter (Halle): 2:03,43 min, 16. Februar 2008 in Doha (indischer Rekord)
- 1500 Meter: 4:10,51 min, 2. November 2006 in Chennai
  - 1500 Meter (Halle): 4:15,42 min, 14. Februar 2008 in Doha (indischer Rekord)
  - 3000 Meter (Halle): 9:55,60 min, 13. November 2005 in Bangkok

## Ehrungen
2009 wurde sie für ihre sportlichen Erfolge von der indischen Präsidentin Pratibha Patil mit dem Arjuna Award ausgezeichnet.